# 吉米·布莱恩德
吉米·布萊恩德（Jimmy Briand），法語發音：[dʒi.mi bʁi.jɑ̃]，1985年8月2日 －）是法國的職業足球運動員，司職翼鋒 / 前鋒，現效力於法國甲組聯賽俱乐部波尔多。

## 外部連結
- Jimmy Briand's profile, stats & pics
- Filing card in L'Equipe （页面存档备份，存于）
- 吉米·布莱恩德 – 法國職業足球聯賽数据 – 支持法语（已存档）

http://www.national-football-teams.com/player/22745/Jimmy_Briand.html （页面存档备份，存于）